# 1000 meter (schaatsen)
De 1000 meter is een officiële schaatsafstand bij het langebaanschaatsen en een van de sprintafstanden. Het wordt samen met de 500 meter verreden op sprintkampioenschappen.
Bij de 1000 meter wordt gestart voor een streep die ongeveer halverwege het rechte stuk ligt. De start is fel en in de eerste bocht moet ook nog aan snelheid worden gewonnen. Wanneer de schaatsers uit de eerste bocht over de eindstreep komen, moeten er nog twee ronden gereden worden. Meestal is de eerste volle ronde een seconde sneller dan de tweede volle ronde, omdat in de tweede volle ronde de spieren melkzuur produceren als gevolg van de zware inspanning. Dit zorgt ervoor dat men niet met dezelfde kracht kan blijven afzetten.

## Huidige wereldrecords
|         | Schaats(st)er | Land             | Tijd    | Opening | 1e ronde | 2e ronde | Datum      | Baan           |
| ------- | ------------- | ---------------- | ------- | ------- | -------- | -------- | ---------- | -------------- |
| Mannen  | Jordan Stolz  | Verenigde Staten | 1.05,37 | 16,12   | 24,16    | 25,09    | 26-01-2024 | Salt Lake City |
| Vrouwen | Brittany Bowe | Verenigde Staten | 1.11,61 | 17,57   | 26,30    | 27,74    | 09-03-2019 | Salt Lake City |

## De tien snelste 1000 meters
| Mannen | Mannen             | Mannen           | Mannen  | Mannen     | Mannen         |
| Nr.    | Schaatser          | Land             | Tijd    | Datum      | Baan           |
| ------ | ------------------ | ---------------- | ------- | ---------- | -------------- |
| 1.     | Jordan Stolz       | Verenigde Staten | 1.05,37 | 26-01-2024 | Salt Lake City |
| 2.     | Pavel Koelizjnikov | Rusland          | 1.05,69 | 15-02-2020 | Salt Lake City |
| 3.     | Jordan Stolz (#2)  | Verenigde Staten | 1.05,90 | 25-01-2025 | Calgary        |
| 4.     | Jenning de Boo     | Nederland        | 1.06,05 | 25-01-2025 | Calgary        |
| 4.     | Jordan Stolz (#3)  | Verenigde Staten | 1.06,05 | 17-02-2024 | Calgary        |
| 6.     | Kjeld Nuis         | Nederland        | 1.06,18 | 09-03-2019 | Salt Lake City |
| 7.     | Thomas Krol        | Nederland        | 1.06,25 | 09-03-2019 | Salt Lake City |
| 8.     | Jordan Stolz (#4)  | Verenigde Staten | 1.06,27 | 21-01-2024 | Salt Lake City |
| 9.     | Jordan Stolz (#5)  | Verenigde Staten | 1.06,32 | 28-01-2024 | Salt Lake City |
| 10.    | Kai Verbij         | Nederland        | 1.06,34 | 09-03-2019 | Salt Lake City |

| Vrouwen | Vrouwen            | Vrouwen          | Vrouwen | Vrouwen    | Vrouwen        |
| Nr.     | Schaatsster        | Land             | Tijd    | Datum      | Baan           |
| ------- | ------------------ | ---------------- | ------- | ---------- | -------------- |
| 1.      | Brittany Bowe      | Verenigde Staten | 1.11,61 | 09-03-2019 | Salt Lake City |
| 2.      | Miho Takagi        | Japan            | 1.11,71 | 09-03-2019 | Salt Lake City |
| 3.      | Nao Kodaira        | Japan            | 1.11,77 | 09-03-2019 | Salt Lake City |
| 4.      | Miho Takagi (#2)   | Japan            | 1.11,83 | 04-12-2021 | Salt Lake City |
| 5.      | Jutta Leerdam      | Nederland        | 1.11,84 | 15-02-2020 | Salt Lake City |
| 6.      | Nao Kodaira (#2)   | Japan            | 1.12,09 | 10-12-2017 | Salt Lake City |
| 7.      | Brittany Bowe (#2) | Verenigde Staten | 1.12,18 | 22-11-2015 | Salt Lake City |
| 8.      | Jutta Leerdam (#2) | Nederland        | 1.12,25 | 04-12-2021 | Salt Lake City |
| 9.      | Heather Bergsma    | Verenigde Staten | 1.12,28 | 26-02-2017 | Calgary        |
| 10.     | Olga Fatkoelina    | Rusland          | 1.12,33 | 15-02-2020 | Salt Lake City |

|  | = gestopt als schaats(st)er |